# Heilerde

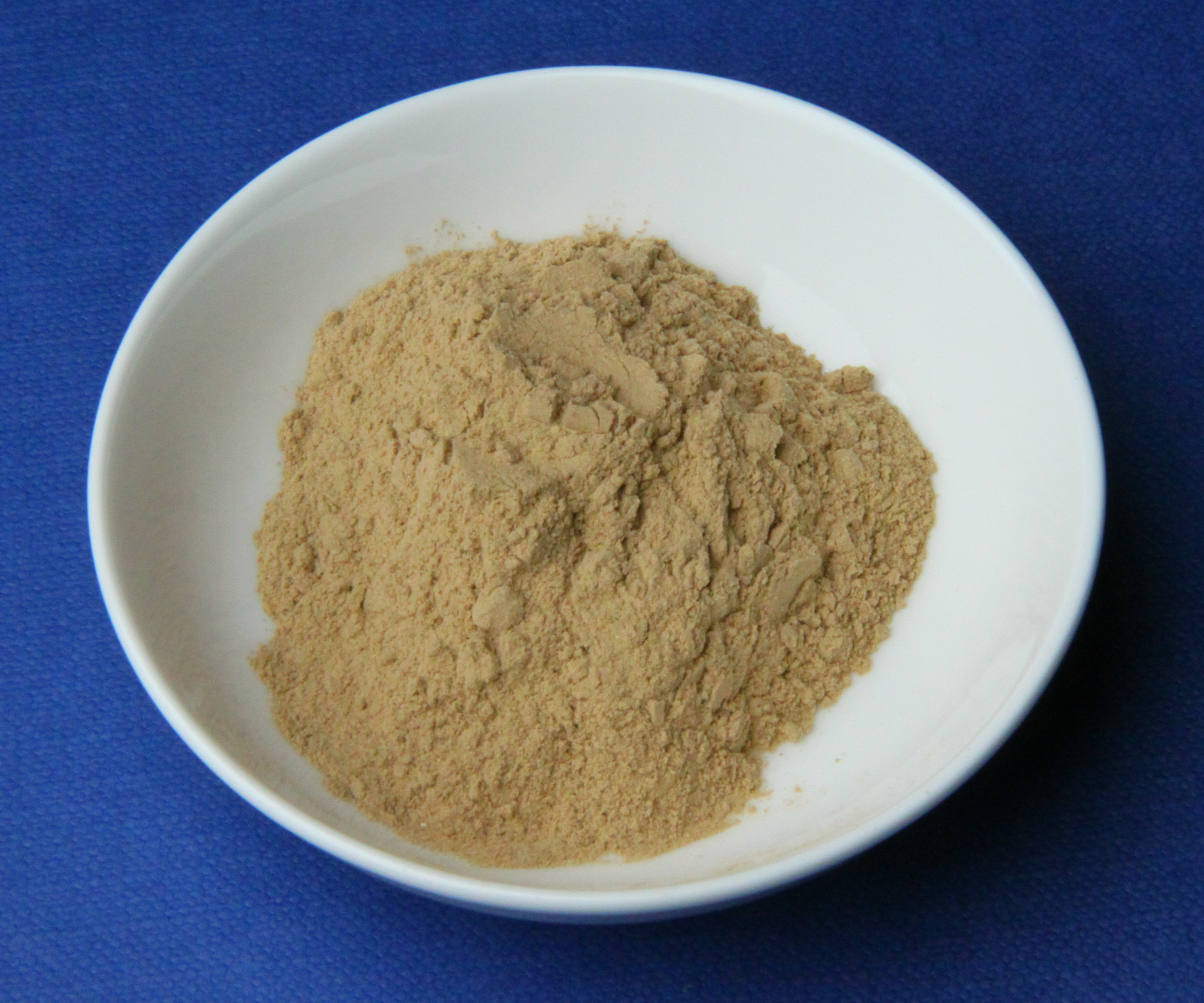
Heilerde

Heilerde ist ein Pulver, das aus eiszeitlichen Lößablagerungen gewonnen und für verschiedene Anwendungen verarbeitet wird. Es wird meist mit kaltem Wasser verrührt angewandt bzw. eingenommen. Heilerde ist ein freiverkäufliches Medizinprodukt bzw. Arzneimittel mit antiacider Wirkung.

## Geschichte
Die Anwendung von Tonheilerden wurde bereits vor der Neuzeit betrieben, im Mittelalter wurden sie auch als Bolus Armenicus bezeichnet und kamen als Terra sigillata in den Handel. Später wurde ihre Anwendung unter anderem von Sebastian Kneipp, dem „Lehmpastor“ Emanuel Felke und Adolf Just propagiert. Laut Just handelte es sich bei der Heilerde um „das beste Heilmittel der Natur“.

## Bestandteile
Mineralogisch betrachtet besteht Heilerde im Wesentlichen aus Aluminium-Silikaten, wie z. B. in Bentonit, und anderen Mineralien in wechselnder Zusammensetzung. Häufig handelt es sich um Löß, Lehm, Ton oder Moorerde. Ihre Zusammensetzung ist abhängig vom Abbaugebiet. Neben den erwähnten Silikaten finden sich oft Kalkspat, Feldspat und Dolomit, aber auch Spurenelemente (siehe auch Mergel).

## Anwendung und Wirkung
Heilerde wird sowohl äußerlich als auch (etwa im Rahmen einer Heilerde-Kur) innerlich angewendet. So wird sie äußerlich beispielsweise zur unterstützenden Behandlung bei entzündlicher Komponente von Lymphödemen, zur antiphlogistischen und schmerzlindernden Behandlung von Polyneuropathien, im Rahmen einer Hydrotherapie bei Hyperthyreose, oder bei Sinusitis mit feuchtwarmen Kompressen auf die Nebenhöhlenregion und den Nacken eingesetzt.
Heilerde soll außerdem äußerlich gegen Akne, aber auch bei Gelenkschmerzen helfen. Zu den innerlichen Anwendungsgebieten zählen Verdauungsstörungen wie Funktionelle Dyspepsie. Wissenschaftliche Nachweise (in Form einer Metastudie der Cochrane Collaboration) gibt es (nur) für die schwache Wirksamkeit von Smektit gegen Durchfallerkrankungen bei Kindern.

## Nebenwirkungen
Heilerde kann innerlich die Wirkstoffe eingenommener Medikamente binden und somit deren Wirksamkeit beeinträchtigen. Daher soll der Rat eines Arztes eingeholt werden, wenn Heilerde zusätzlich zu Medikamenten eingenommen wird. Ebenso kann die erhöhte Silizium-Zufuhr durch die enthaltenen Silikate zu einer verstärkten Harnsteinbildung führen. Bei einer langfristigen Einnahme können Silikate zu chronisch entzündlicher Erkrankung der Nieren (interstitieller Nephritis) führen.